# Маріуш Стемпінський
Маріуш Стемпінський (пол. Mariusz Stępiński, нар. 12 травня 1995, Серадз) — польський футболіст, нападник італійського клубу «Верона». На умовах оренди виступає за «Аріс» з Лімасола. Грав за національну збірну Польщі.

## Клубна кар'єра
Розпочав займатися футболом в клубах «П'яст» (Блашки) і «Погонь-Еколог». У 2011 році опинився в системі підготовки клубу «Відзев».
Дебютував у першій команді «Відзева» 27 листопада 2011 року в матчі чемпіонату проти «Леха», замінивши на останній хвилині зустрічі Піотра Гжельчака. У своєму першому сезоні Стемпінський зіграв 8 матчів за лодзинський клуб і не відзначався результативними діями. Проте вже у другому матчі чемпіонату 2012/13 футболіст зробив передачу на Маріуша Рибицького, з якою був забитий другий м'яч у ворота хожувського «Руху». Перший гол за «Відзев» Маріуш Стемпінський забив 24 вересня 2012 року в матчі чемпіонату країни у ворота «Гурника» (Забже). Автором гольової передачі на форварда став Марцин Качмарек. Всього до переходу в німецький «Нюрнберг» Стемпінський зіграв за «Відзев» 34 матчі в чемпіонаті і кубку країни і забив 5 голів.
5 червня 2013 року Стемпінський на правах вільного агента підписав трирічний контракт з клубом німецької Бундесліги «Нюрнбергом». Проте за сезон, за підсумками якого клуб покинув елітний німецький дивізіон, Стемпінський не провів жодного матчу за основну команду і виступав виключно за дубль в Регіоналлізі. Через це у серпні 2014 року він був відданий в оренду у «Віслу» (Краків), де і провів наступний сезон.
28 липня 2015 року футболіст підписав трирічний контракт з клубом «Рух» (Хожув). У команді з Хожува став основним нападником і регулярно відзначався забитими голами.
Невдовзі після початку сезону 2016/17, в якому Стемпінський встиг відзначитися трьома голами у перших п'яти матчах, його запросили до Франції, де він приєднався до «Нанта». У французькій першості гравець не демонстрував звичної для нього результативності і через рік залишив «Нант», приєднавшись на умовах оренди до італійського «К'єво». Через рік поляк уклав із цим клубом повноцінний контракт, проте не зміг завадити пониженню у класі його команди за результатами сезону 2018/19.
Проте і наступний сезон нападник розпочинав в елітному італійському дивізіоні, адже на умовах оренди з обов'язковим подальшим викупом перейшов до іншого веронської команди, «Верони».
2 жовтня 2020 року «Верона», який на той час вже належав контракт поляка, віддала його в оренду до друголігового «Лечче».

## Виступи за збірну
Маріуш виступав за юнацькі збірні Польщі, починаючи з 15-річного віку. У травні 2012 року в складі юнацької команди 17-річних нападник взяв участь у чемпіонаті Європи. На турнірі зіграв 4 матчі, в першому з яких забив гол у ворота однолітків з Бельгії, реалізувавши передачу Даріуша Формеллі.
13 серпня 2012 року нападник дебютував у юнацькій збірній Польщі до 19 років. У першому ж матчі проти збірної Латвії він забив 2 голи і зробив гольову передачу на Аркадіуша Милика, забезпечивши таким чином перемогу своєї команди з рахунком 4:3. Надалі нападник за збірну цієї вікової категорії зіграв ще 7 матчів, в яких забив 3 голи.
У першій своїй грі за молодіжну збірну Стемпінський також відзначився дублем. У товариському матчі з литовцями, зіграний 23 березня 2013 року, форвард реалізував подачі з флангів Бартоша Берешинського і Павела Вшолека.
У складі національної збірної Польщі. Маріуш Стемпінський дебютував раніше, ніж у молодіжній команді, 2 лютого 2013 року, в товариському матчі проти збірної Румунії. Нападник з'явився на полі у другому таймі, замінивши Вальдемара Соботу. Проте вдруге вийшов у складі «кадри» аж в листопаді 2015 року. Загалом провів чотири матчі у складі «кадри».
| Дата       | Місто   | Господарі | Результат | Гості      | Турнір           | Голи | Примітки |
| ---------- | ------- | --------- | --------- | ---------- | ---------------- | ---- | -------- |
| 2-2-2013   | Малага  | Польща    | 4 – 1     | Румунія    | товариський матч | -    | 84'      |
| 13-11-2015 | Варшава | Польща    | 4 – 2     | Ісландія   | товариський матч | -    | 86'      |
| 1-6-2016   | Гданськ | Польща    | 1 – 2     | Нідерланди | товариський матч | -    | 87'      |
| 13-11-2017 | Гданськ | Польща    | 0 – 1     | Мексика    | товариський матч | -    | 71'      |
| Усього     |         | Матчів    | 3         |            | Голів            | 0    |          |

## Титули і досягнення
- Чемпіон Кіпру (1):

«Аріс»: 2022-23
- Володар Суперкубка Кіпру (1):

«Аріс»: 2023